# Nukkār
Die Nukkār (arabisch النكار ‚die Verweigerer‘) auch an-Nakkāra oder an-Nakkārīya, waren eine ibaditische Sekte, die vor allem in Nordafrika verbreitet war. Der Name Nukkār stammt daher, dass die Mitglieder dieser Sekte sich weigerten, den zweiten rustamidischen Imam von Tahert, ʿAbd al-Wahhāb ibn ʿAbd ar-Rahmān, anzuerkennen. Die nordafrikanischen Ibaditen, die ihrer Lehre nicht folgten, werden nach ʿAbd al-Wahhāb als Wahbīya bezeichnet.

## Entstehung

### Die Darstellung Abū Zakarīya al-Wardschlānīs

#### Hintergründe und Ursprünge des Konflikts unter den Ibaditen
Die ibaditische historische Tradition Nordafrikas, die zum Ende des 11. Jahrhunderts von dem ibaditischen Geschichtsschreiber Abū Zakarīyā Yahyā ibn Abī Bakr al-Wardschlānī schriftlich fixiert wurde, verbindet das erste Auftreten der Nukkār mit der Wahl ʿAbd al-Wahhābs zum Imam (um 784/5) und nennt Abū Qudāma Yazīd ibn Fandīn al-Ifranī als Gründer der Sekte. Ihm soll sich später der einer ibaditischen Minderheitengruppe angehörende Gelehrte Schuʿaib ibn al-Maʿrūf aus Ägypten angeschlossen haben. Nach dieser Tradition sind die Ursprünge der Sekte eng mit dem Maghreb verknüpft.
Der Hintergrund für die Abspaltung war folgender: Nach dem Willen von ʿAbd ar-Rahmān ibn Rustam, dem Vater ʿAbd al-Wahhābs und ersten Rustamidenherrschers von Tahert, sollte eine Wahlversammlung (šūrā) aus sieben Delegierten seinen Nachfolger unter sich bestimmen. Dieser Schūrā gehörten u. a. ʿAbd al-Wahhāb ibn ʿAbd ar-Rahmān, Masʿūd al-Andalusī und Abū Qudāma Yazīd ibn Fandīn al-Ifranī an, wobei letztgenanntem, der zudem verwandtschaftliche Beziehungen zu ʿAbd al-Wahhāb hatte, die Rolle eines Vertreters der lokalen Berberstämme zukam. Nachdem die Wahl zunächst auf Masʿūd al-Andalusī gefallen war, dieser das Amt aber nicht übernehmen wollte – so dass dieses zwei Monate lang unbesetzt blieb – und selbst als erster ʿAbd al-Wahhāb ibn ʿAbd ar-Rahmān huldigte, erklärte sich auch Yazīd ibn Fandīn mit ʿAbd al-Wahhāb als Imam einverstanden, unter der Bedingung, dass dieser „[…] keine Entscheidung treffen würde ohne (Befragung) einer bestimmten Gruppe (ǧamāʿa maʿlūma).“
Yazīd ibn Fandīn forderte außerdem, dass der frömmste Gelehrte (al-aʿlam) in der Gemeinschaft der Muslime Imam werden solle. Diese Forderung war nicht neu, sondern entsprach frühchāridschitischen Grundsätzen, nach denen nur der Vorzüglichste Anspruch auf das Imamat hat.
Die Zurückweisung dieser Forderungen durch die Anhänger ʿAbd al-Wahhābs markierte den Beginn eines Konflikts von bürgerkriegsähnlichem Ausmaß, der als „Schisma der Leugner“ (iftirāq an-nukkār) bezeichnet wird und der der Einheit der Ibaditen Nordafrikas ein frühes Ende setzte. Nach der Darstellung al-Wardschlānīs brachten die Nukkār nach der Wahl zwei grundsätzliche Vorwürfe gegen ʿAbd al-Wahhāb vor: erstens würde er sich nicht an die Bedingung halten, in wichtigen politischen Entscheidungen den Rat der anderen hochrangigen Ibaditen einzuholen; zweitens erachteten sie ʿAbd al-Wahhāb nicht als den nach religiös-moralischen Gesichtspunkten besten verfügbaren Kandidaten für das Imamat und seine Herrschaft daher als unrechtmäßig.

#### Die Einholung von Gutachten zur Beilegung des Konflikts
Zur Beilegung ihres Konflikts einigten sich die beiden Parteien, die der Nukkār und die Anhänger ʿAbd al-Wahhābs, schließlich darauf, Boten zu den ibaditischen Autoritäten im islamischen Osten zu schicken, um deren Schiedsspruch einzuholen. Schuʿaib ibn al-Maʿrūf, ein Gelehrter, der von den Delegierten des Imam zu Rate gezogen wurde, kam daraufhin von Ägypten nach Tahert geeilt, um dem Imam seine Rechtsmeinung zu unterbreiten. Dass er sich dabei, nach einer anfänglichen Unterredung mit ʿAbd al-Wahhāb, auf die Seite von Yazīd ibn Fandīn stellte und diesen zur Auflehnung gegen den Imam aufrief, beruht, ibaditischen Chroniken zufolge, auf machtpolitischen Interessen Schuʿaibs. Von den östlichen Ibaditen wurde er wegen seiner Parteinahme für Yazīd ibn Fandīn exkommuniziert.
Die in Mekka weilenden ibaditischen Gelehrten ar-Rabīʿ ibn Habīb al-Farāhidī, Wā'il ibn Aiyūb und Machlad ibn al-ʿAmūd unterstützten hingegen ʿAbd al-Wahhāb und erklärten dessen Imamat für rechtmäßig. Dem Vorwurf der Nukkār, ʿAbd al-Wahhāb habe bei seinen Entscheidungen die anderen ibaditischen Würdenträger nicht mit einbezogen, setzte ar-Rabīʿ ibn Habīb entgegen, dass eine solche Bedingung es unmöglich machen würde, das Recht Gottes zur Geltung zu bringen und seine Strafen anzuwenden. Letztere würden vielmehr behindert, Urteile nichtig werden und das Recht verkümmern. Auch die Einsetzung eines Imams, der nicht gleichzeitig der am besten geeignetste Kandidat für dieses Amt sei, betrachtete er als gerechtfertigt. Die islamische Geschichte biete dafür Anhaltspunkte: So sei z. B. Abū Bakr Kalif geworden, obwohl es mit Zaid ibn Thābit, ʿAlī ibn Abī Tālib und Muʿādh ibn Dschabal Kandidaten gegeben habe, die in verschiedenen Bereichen größere Kompetenzen besessen hätten als jener.
Die von ar-Rabīʿ ibn Habīb in seinem Gutachten vertretene Position entspricht dem Konzept des Imamat des Geringeren (imāmat al-mafḍūl), auch wenn diese Terminologie in der damaligen Auseinandersetzung nicht verwendet wurde. Sie kam einem realpolitischen Zugeständnis gleich, das eigentlich im Widerspruch zu den frühchāridschitischen Grundsätzen stand. Nach seiner Rückkehr nach Basra wurde er dementsprechend dafür kritisiert, dass er sich gegen Schuʿaib gestellt habe, obwohl jener doch gar keine „Neuerung“ (Bidʿa) eingeführt habe.

#### Der Aufstand des Yazīd ibn Fandīn
Noch bevor das Gutachten von Rabīʿ ibn Habīb eintraf, stachelte Schuʿaib ibn al-Maʽrūf Yazīd ibn Fandīn und seine Anhänger zum Aufstand gegen ʿAbd al-Wahhāb's Herrschaft an. Zunächst zogen sich diese in die Berge zurück, von wo aus sie in bewaffneten Kleingruppen in die Stadt Tahert eindrangen. Der Konflikt eskalierte nach einem gescheiterten Attentat auf ʿAbd al-Wahhāb. Nachdem die Nukkār nach diesem zunächst aus der Stadt geflohen waren, griffen sie, von Schuʿaib dazu angestachelt, die Stadt an. Im Verlauf der anschließenden Kämpfe, bei denen die Gegenpartei von ʿAbd al-Wahhāb's Sohn Aflah ibn ʿAbd al-Wahhāb angeführt wurde, sollen etwa 12.000 Anhänger Yazīd's und der Nukkār getötet worden sein. Der Imam, der sich selbst zu der Zeit nicht in der Stadt aufgehalten hatte, bot den überlebenden Nukkār, zugunsten der Einheit der Muslime, die Versöhnung an.
Nach dieser Niederlage setzte sich Schuʿaib nach Tripolis ab, um dort für die Exkommunikation des Imam Propaganda zu betreiben. Andererseits traf zu der Zeit die Rechtsauskunft der mekkanischen Gelehrten ein, die das Imamat von ʿAbd al-Wahhāb für rechtmäßig erklärten, was die Lage beruhigte.   
Ibaditische Chronisten berichten von einem nochmaligen Aufflammen des Konflikts durch die Ermordung eines Sohnes von ʿAbd al-Wahhāb namens Maimūn durch Nukkār, die von dessen Sohn gerächt worden sei, indem er den Nukkār eine vernichtende Niederlage bereitet habe. Die Glaubwürdigkeit dieser Darstellung wird allerdings von Historikern in Zweifel gezogen.

### Die Darstellung Ibn as-Saghīrs
Bei Ibn as-Saghīr, einem maghrebinischen Geschichtsschreiber, der 902 eine Rustamiden-Chronik verfasste, stellen sich die Ereignisse in einem etwas anderen Licht dar. Während ibaditische Chronisten wie al-Wardschlānī die Bewegung der Nukkār nach religiös-dogmatischen Gesichtspunkten beurteilten, hatte Ibn as-Saghīr als Außenstehender Mühe, von den anerkannten ibaditischen Lehrmeinungen abweichende Positionen auszumachen. Er schildert die Ereignisse um den Aufstand des Yazīd ibn Fandīn vielmehr aus neutraler Sicht und stellt sie in einen größeren politischen und sozialen Zusammenhang. Im Kern ging es dabei um eine Auseinandersetzung zwischen nomadischen und sesshaften Teilen der lokalen Stämme, insbesondere die Forderung nomadischer Stammesvertreter, stärker an der Führung des Gemeinwesens beteiligt zu werden.
Ausgehend von den Erzählungen einiger Ibaditen berichtet Ibn as-Saghīr, dass die Stämme der Mazāta und Sadrāta jeden Frühling nach Tahert kamen, weil es dort gute Weideplätze für ihr Vieh gab. Bei einem ihrer Besuche jedoch zeigten sich die Anführer dieser Stämme unzufrieden, weil der Qādī und die Beamten der Stadt ihrer Ansicht nach unrechtmäßig gehandelt hatten. Sie beschwerten sich darüber bei Imam ʿAbd al-Wahhāb ibn Rustam und forderten ihn auf, seine korrupten Untergebenen durch besser geeignete auszutauschen. Nachdem er ihrem Anliegen zunächst stattgegeben hatte, wurde ʿAbd al-Wahhāb später von seinen Beratern überzeugt, die Beamten doch in ihrer Funktion zu belassen, um seine Autorität nicht durch immer neue Forderungen der Stämme zu gefährden. Als die Stammesführer erneut zu ʿAbd al-Wahhāb kamen, teilte er ihnen mit, dass er keine Entscheidung ohne seine Berater treffen könne. Die Anführer akzeptieren diese Bedingung, zeigten sich jedoch enttäuscht, als ihre Forderungen auf Anraten der Berater abgelehnt wurden. Diese hatten verkündet, dass ohne den Beweis eines konkreten Fehlverhaltens die Beamten nicht ausgetauscht werden sollten. Ein solches Fehlverhalten wird als ḥadaṯ bezeichnet, das Nichtvorliegen eines Fehlverhaltens als ġair hadaṯ. Entsprechend argumentieren  ʿAbd al-Wahhāb und seine Parteigänger, dass ohne das Vorliegen eines Verstoßes (bi-ġair hadaṯ) keine Absetzung erfolgen könne. Die damit nicht einverstandenen Stammesführer, die von Ibn as-Saghīr erst ab diesem Zeitpunkt in seiner Schilderung als Nukkār („Ablehner“) bezeichnet werden, verließen daraufhin Tahert und zogen sich an einen hochgelegenen Platz (kudya) zurück, der später nach ihnen kudyat an-nukkār genannt wurde. Sie verlangten weiterhin die Absetzung der betreffenden Funktionsträger und forderten, dass sich ʿAbd al-Wahhāb und seine Leute vor Gericht verantworten sollten. Nach einer anfänglichen Mahnung marschierte ʿAbd al-Wahhāb zu ihrem Lager und ließ den Aufstand niederschlagen.
Ibn as-Saghīr beendet seinen Bericht mit der Niederschlagung der Revolte der Nukkār und der Feststellung, dass die Macht ʿAbd al-Wahhābs daraufhin gewachsen sei und sein Imamat die Charakteristika eines Königtums angenommen habe.

### Verschmelzung mit anderen ibaditischen Schulen
Durch die Loslösung der Nukkār vom Rustamiden-Imamat trat unter den nordafrikanischen Ibaditen eine Spaltung ein, die sich im Laufe der Zeit durch Differenzen auf theologischer und rechtlicher Ebene weiter verstärkte. Die Nukkār, die sich nach Tripolitanien zurückzogen, nahmen für sich in Anspruch, der alten Lehre zu folgen, die Abū ʿUbaida in der ersten Hälfte des 8. Jahrhunderts begründet hatte, während sie die vom Rustamiden-Staat propagierte Lehre, für die der Name Wahbīya geläufig wurde, als Häresie betrachteten.
Nach Tadeusz Lewicki lagen diesem Schisma schon länger existierende Konflikte zwischen ibaditischen Gelehrten zugrunde. So sollen neben den Genannten noch andere Personen an der Gründung der Gruppierung beteiligt gewesen sein. Aus Passagen des Kitāb as-Siyar von Abū l-ʿAbbās asch-Schammāchī kann man unter diesen Personen die Vertreter dreier unterschiedlicher Tendenzen, oder vielmehr Abspaltungen der Ibādīya erkennen. Die Zusammenführung ihrer Ideen innerhalb der Gruppe der Nukkār scheint das Werk von Schuʿaib gewesen zu sein und erfolgte wahrscheinlich nach dem Tod Yazīd ibn Fandīns. Die früheste Abspaltung war diejenige von ʿAbdallāh ibn ʿAbd al-ʿAzīz, Abū l-Muʿarridsch, Hātim ibn Mansūr und Schuʿaib. Ihnen verdankte die Nukkār-Sekte ihre juristischen Prinzipien. Das Datum dieser Abspaltung ist früher anzusetzen als die Revolte des Ibn Fandīn. Nach den ibaditischen Büchern erfolgte sie in der Zeit von Abū ʿUbaida Muslim ibn Abī Karīma. Beinahe zeitgleich mit der Abspaltung dieser Gruppe scheint sich ʿAbdallāh ibn Yazīd al-Fazārī abgespalten zu haben. Dieser war Schöpfer eines später von den Nukkār übernommenen theologischen Systems und ein von den Ibaditen sehr geschätzter Traditionalist. Die beiden ibaditischen Schulen von Schuʿaib und al-Fazārī gingen nach 784-85 in derjenigen Ibn Fandīns auf.

## Weitere Geschichte
Während die Bedeutung der Wahbīya aufgrund des Niedergangs des Rustamidenimamats im Laufe der Zeit schwand, gelang es den Nukkār, ihr Ausbreitungsgebiet bis Ende des 9. Jahrhunderts auf Tripolitanien, Südtunesien und die Insel Djerba auszudehnen. Innerhalb der berberischen Bevölkerung des östlichen Maghreb und – zumindest kurzzeitig – sogar unter den andalusischen Chāridschiten nahm ihr Einfluss stark zu.
Die bedeutendste Persönlichkeit unter den Nukkār war Abū Yazīd Machlad ibn Kaidād, der Anführer eines ibaditischen Aufstands in Ifrīqiya (943–947) gegen die Fatimiden. Unter ihm wurde eine der Hauptforderungen der Nukkār, die Einrichtung eines Rates einer bestimmten Gruppe (ǧamāʿa maʿlūma), kurzzeitig realisiert. Während die Nukkār vor dem Aufstand des Abū Yazīds nur in ibaditischen Quellen erwähnt werden, finden sie danach auch bei nichtibaditischen Historikern Beachtung. Ein Beispiel ist der nordafrikanische Geschichtsschreiber Ibn ʿIdhārī (gest. 1312 oder später), der von Abū Yazīd schreibt, dass er den Nukkār angehörte und es für erlaubt erklärte, das Blut von anderen Muslimen zu vergießen und ihre Frauen zu vergewaltigen. Ibn al-Athīr (gest. 1233) berichtet, dass Abū Yazīd in Tozeur mit einer Gruppe von Nukkār Umgang gehabt und zu ihrer Lehrrichtung tendiert habe.
Der von Abū Yazīd angeführte Aufstand stellte, neben dem Angriff der Kreuzfahrer auf den späteren ägyptischen Fatimidenstaat, das gefährlichste Ereignis dar, das das Fatimidenreich in seiner frühen nordafrikanischen Zeit erschütterte. Innerhalb kurzer Zeit, von Februar 944 bis Mai 948, gelang es den Aufständischen, fast das gesamte Reich der Fatimiden zu erobern und sogar ihre Hauptstadt al-Mahdīya zu belagern. Auch wenn die Fatimiden letztendlich siegreich waren und es ihnen gelang, die Revolte niederzuschlagen, konnten sich die Nukkār in ihrem Hauptverbreitungsgebiet in Tripolitanien und auf der Insel Djerba zum Teil bis heute behaupten.

## Lehrunterschiede gegenüber den Wahbīya-Ibaditen
Josef van Ess zufolge lagen die von Anhängern der Nukkār vertretenen Sondermeinungen zu Beginn, als noch ihr politisches Ziel, die Abwendung des Imamats von ʿAbd al-Wahhāb im Mittelpunkt gestanden hatte, durchaus „innerhalb der Bandbreite der theologischen und juristischen Möglichkeiten ibāḍitischer Gemeinden“. Erst im Laufe der Zeit, vor allem nach der Zerstörung Taherts durch die Fatimiden im Jahre 909, seien die mukkāritischen Positionen als solche zu einem Block zusammengefasst worden.
Größere dogmatische Unterschiede zwischen den Nukkār und den Wahbīya-Ibaditen lassen sich aus den ibaditischen Quellen allerdings kaum erschließen. Vielmehr handelt es sich dabei meist um relativ stereotype Schilderungen von Konflikten zwischen Vertretern beider Gruppen, ohne dass die eigentlichen Motive dieser Konflikte deutlich werden. Mancherorts scheint sich auch ein relativ harmonisches Miteinander der verschiedenen ibaditischen Untergruppen, darunter der Nukkār, herausgebildet zu haben. So wird z. B. aus Rīsa/Rīsū berichtet, dass die verschiedenen lokalen ibaditischen Gruppierungen die religiösen Ämter unter sich aufgeteilt hatten, wobei ein Nukkārī die Position des Mufti innehatte. Auch Ehen zwischen Wahbīya-Ibaditen und Nukkār scheint es gegeben zu haben. 
In den zwischen Nukkār und Wahbīya-Ibaditen überlieferten dogmatischen Kontroversen ging es in einigen Fällen um die Frage, wer als Polytheist anzusehen sei. Ein weiterer Streitpunkt bestand in der Frage, ob Analverkehr mit einer Frau erlaubt oder als Unzucht zu bestrafen sei. Den Quellen zufolge wurde diese Praxis von Gelehrten der Nukkār geduldet. Allerdings war diese Streitfrage innerhalb der Gemeinschaft der Muslime nicht neu und geht vermutlich auf unterschiedliche, bereits zur Zeit des Propheten bestehende lokale Einstellungen und eventuell auf jüdische Einflüsse zurück. Auch das Freitagsgebet gab Anlass zu Streit. Überlieferungen aus dem frühen 12. Jahrhundert zufolge erklärten die Nukkār das Freitagsgebet hinter einem ungerechten Herrscher für ungültig.  

## Andere Namen
Andere Namen für diese Sekte waren 1. al-Yazīdīya, abgeleitet vom Namen ihres wichtigsten Theologen ʿAbdallāh ibn Yazīd al-Fazārī; 2. asch-Schaʿbīya (der Name ist wahrscheinlich von Schuʿaib ibn al-Muʿarrif abgeleitet); 3. al-Mulhida, abgeleitet von dem Begriff Mulhid; 4. an-Nukkāth 5. an-Nadschwīya oder 6. Mistāwa. Der letzte Name, der berberischer Herkunft zu sein scheint (vielleicht in Verbindung mit dem Berberstamm der Meztaoua, erwähnt bei Ibn Chaldūn), war unter den Nukkār selbst der verbreitetste.

## Belege
1. ↑  Lewicki: “al-Nukkār”. 1993, S. 112b
2. ↑  Josef van Ess hält die Lesung “al-Maʽrūf” für wahrscheinlicher als die in anderen Quellen vorkommende Lesung “al-Muʿarrif”; van Ess, Josef: Theologie und Gesellschaft im 2. und 3. Jh. der Hidschra. 1992, S. 210.
3. ↑  Lewicki: “al-Nukkār”. 1993, S. 112b
4. ↑  Al-Warǧlānī, zitiert nach Rebstock: Die Ibaditen im Maġrib. 1983. S. 165.
5. ↑  Rebstock: Die Ibaditen im Maġrib. 1983. S. 165f.
6. ↑  Rebstock: Die Ibaditen im Maġrib. 1983. S. 163–167, 172.
7. ↑  Al-Warǧalānī: Kitāb Siyar al-aʾimma wa-aḫbārihim. 1982. S. 89–90.
8. ↑  Rebstock: Die Ibaditen im Maġrib. 1983. S. 163–167, 172.
9. ↑  Al-Warǧalānī: Kitāb Siyar al-aʾimma wa-aḫbārihim. 1982. S. 89–92.
10. ↑  Rebstock: Die Ibaditen im Maġrib. 1983. S. 169.
11. ↑  Al-Warǧalānī: Kitāb Siyar al-aʾimma wa-aḫbārihim. 1982. S. 91.
12. ↑  Rebstock: Die Ibaditen im Maġrib. 1983. S. 165f.
13. ↑  van Ess: Theologie und Gesellschaft im 2. und 3. Jh. der Hidschra. 1992, Bd. II, S. 211.
14. ↑  Rebstock: Die Ibaditen im Maġrib. 1983. S. 170f.
15. ↑  Al-Warǧalānī: Kitāb Siyar al-aʾimma wa-aḫbārihim. 1982. S. 96f.
16. ↑  Rebstock: Die Ibaditen im Maġrib. 1983. S. 171.
17. ↑  Rebstock: Die Ibaditen im Maġrib. 1983. S. 171f.
18. ↑  van Ess: Theologie und Gesellschaft im 2. und 3. Jh. der Hidschra. 1992, S. 211.
19. ↑  Rebstock: Die Ibaditen im Maġrib. 1983. S. 168, 184.
20. ↑  Rebstock: Die Ibaditen im Maġrib. 1983. S. 184f.
21. ↑  Rebstock: Die Ibaditen im Maġrib. 1983. S. 186f.
22. ↑  Ibn aṣ-Ṣaġīr: Aḫbār al-aʾimma ar-rustumīyīn, 1986. S. 41–44.
23. ↑  Rebstock: Die Ibaditen im Maġrib. 1983. S. 185ff.
24. ↑  Rebstock: Die Ibaditen im Maġrib. 1983. S. 188.
25. ↑  Lewicki: “al-Nukkār”. 1993, S. 113a.
26. ↑  Rebstock: Die Ibaditen im Maġrib. 1983. S. 174f.
27. ↑  Rebstock: Die Ibaditen im Maġrib. 1983. S. 188.
28. ↑  Rebstock: Die Ibaditen im Maġrib. 1983. S. 175.
29. ↑  Ibn ʿIḏārī: al-Bayān al-muġrib fī aḫbār al-Andalus wal-Maġrib. 2013, S. 205.
30. ↑  Ibn al-Aṯīr: al-Kāmil fī t-taʾrīḫ. 1987, Bd. VII, S. 189.
31. ↑  Rebstock: Die Ibaditen im Maġrib. 1983. S. 175.
32. ↑  van Ess: Theologie und Gesellschaft im 2. und 3. Jh. der Hidschra. 1992, Bd. II, S. 211.
33. ↑  Rebstock: Die Ibaditen im Maġrib. 1983. S. 176–179.
34. ↑  van Ess: Theologie und Gesellschaft im 2. und 3. Jh. der Hidschra. 1992, S. 212
35. ↑  Rebstock: Die Ibaditen im Maġrib. 1983, S. 177.
36. ↑  van Ess: Theologie und Gesellschaft im 2. und 3. Jh. der Hidschra. 1992, S. 213f.
37. ↑  Lewicki: “al-Nukkār”. 1993, S. 112b.
38. ↑  Rebstock: Die Ibaditen im Maġrib. 1983. S. 173f.